# Austrolethops wardi
Az Austrolethops wardi a sugarasúszójú halak (Actinopterygii) osztályának sügéralakúak (Perciformes) rendjébe, ezen belül a gébfélék (Gobiidae) családjába és a Gobiinae alcsaládjába tartozó faj.
Nemének egyetlen faja.

## Előfordulása
Az Austrolethops wardi előfordulási területe az Indiai- és a Csendes-óceánokban van. Kelet-Afrikától kezdve a Nagy-korallzátony déli részéig és Guamig fellelhető.

## Megjelenése
Ez a gébféle legfeljebb 6 centiméter hosszú. Hátúszóján 6 tüske található. Testszíne barna. Az első hátúszója sötét. A második hátúszó és a farok alatti úszók elülső részei világosak, míg hátulsó részük sötét. A farokúszó teljesen világos. A mellúszók világosak vagy szürkék; sötét sávval rajtuk. A hasúszók feketék. Szemei kicsik.

## Életmódja
Trópusi és tengeri hal, amely a korallzátonyok törmelékei között él.